# Whitesville (Virgínia de l'Oest)
Whitesville és una població dels Estats Units a l'estat de Virgínia de l'Oest. Segons el cens del 2000 tenia 520 habitants.

## Demografia
Segons el cens del 2000, Whitesville tenia 520 habitants, 255 habitatges, i 139 famílies. La densitat de població era de 478 habitants per km².
Dels 255 habitatges en un 18% hi vivien nens de menys de 18 anys, en un 38% hi vivien parelles casades, en un 12,5% dones solteres, i en un 45,1% no eren unitats familiars. En el 42,4% dels habitatges hi vivien persones soles el 21,2% de les quals corresponia a persones de 65 anys o més que vivien soles. El nombre mitjà de persones vivint en cada habitatge era de 2,04 i el nombre mitjà de persones que vivien en cada família era de 2,75.
Per edats la població es repartia de la següent manera: un 17,3% tenia menys de 18 anys, un 11,3% entre 18 i 24, un 21,3% entre 25 i 44, un 27,7% de 45 a 60 i un 22,3% 65 anys o més.
L'edat mediana era de 45 anys. Per cada 100 dones de 18 o més anys hi havia 82,2 homes.
La renda mediana per habitatge era de 19.250 $ i la renda mediana per família de 31.500 $. Els homes tenien una renda mediana de 26.250 $ mentre que les dones 15.417 $. La renda per capita de la població era de 13.217 $. Entorn del 23,1% de les famílies i el 29,9% de la població estaven per davall del llindar de pobresa.

## Poblacions més properes
El següent diagrama mostra les poblacions més properes.